# كايل بوبي دان
كايل بوبي دان هو موسيقي وملحن كندي، ولد في 27 فبراير 1986.

## وصلات خارجية
- كايل بوبي دان على موقع IMDb (الإنجليزية)
- كايل بوبي دان على موقع ميوزك برينز (الإنجليزية)
- كايل بوبي دان على موقع ديسكوغز (الإنجليزية)